# Џајв
Џајв је стил плеса који је настао у Сједињеним Државама међу Афроамериканцима током раних 1930-их. Назив плеса потиче од назива једног облика афроамеричког народног сленга, популаризованог 1930-их објављивањем Каб Каловејовог речника, познатог вође џез бенда и певача. У такмичарском балском плесу, џајв се често групише са латино плесовима, иако су његови корени засновани на свинг плесу, а не латино плесу.
Џајв је међународно признат назив за све његове претке, и заправо спој свих њих: 30-их година – Линди хоп, Блуз, Свинг; 40-их Буги-Вуги, Бибоп и 50-их Рокенрол. Ове плесове, који су тада били популарни у САД, амерички војници су пренели у Европу, тачније у Енглеску током Другог светског рата. Ови плесови  су врло брзо доживели  славу, јер је њихова музика таква да покреће и позива на плес и старе и младе. После рата је Буги узео примат у музици.

## О Џајву
Марта 1926. године, Савојска дворана отворила је своја врата у Њујорку. Та дворана је постигла моменталан успех са својим великим плесним подијумом. Ноћно плесање привукло је знатан број плесача у области Њујорка. Подстакнута присуством добрих плесача и сјајне музике, музика у Савоју је углавном била свингинг Џез (енгл. Swinging Jazz).
Једне вечери 1927. локални плесни ентузијаста звани „кратки Џорџ“, посматрао је неке парове како играју. Када га је новинар питао који плес они то плешу, случајно се догодило да су се до њега нашле новине са чланком названим (енгл. Lindy Hops the Atlantic), и он је само одговорио линди хоп. Управо се тај плес сматра за једног од предака џајва.
За свираче свинг музике 1930-их и 1940-их, „џајв” је био израз који је означавао шашаво или глупо причање.
Амерички војници донели су линди хоп/џитербаг у Европу око 1940. године, где је овај плес брзо пронашао следбенике међу младима. У Сједињеним Државама, „свинг” је постала најчешћа реч за плес, а термин „џајв” је усвојен у Великој Британији. Варијације у техници довеле су до стилова као што су буги-вуги и свинг-буги, при чему се „џајв” постепено појављује као генерички термин у Великој Британији.
Енглески учитељи су уобличили овај елегантан, али и даље живахан плес – џајв. Уз мало спорију музику, 1968. године је задобио своје место међу латино америчким плесовима, и значајно променио имиџ плеса, чинећи га узбудљивијим и безбрижнијим. 
Музика: брза, покретна, темпераментна, безбрижна, освајајућа, пуна животне енергије, весела, младалачка. Такт: 4/4. Као такмичарски плес игра се последњи, односно пети плес у латино америчким плесовима. Веома је атрактиван као такмичарски плес, али и физички и технички захтеван да се научи. Као друштвени плес се учи у школама и игра на плесним вечерима, али је изглед и карактер тог плеса доста далеко од оног како га играју врхунски спортски плесачи. Код учења је најважније савладати добро основни корак, како би се Џајв играо без промене висине, односно без „скакутања”.